# Tephrina ningwuana
Tephrina ningwuana là một loài bướm đêm trong họ Geometridae.